# Amblypsilopus josephi
Amblypsilopus josephi är en tvåvingeart som beskrevs av Henk J.G. Meuffels och Patrick Grootaert 1999. Amblypsilopus josephi ingår i släktet Amblypsilopus och familjen styltflugor. Inga underarter finns listade i Catalogue of Life.